# Dygowo (gmina)
Dygowo est une gmina rurale du powiat de Kołobrzeg, Poméranie occidentale, dans le nord-ouest de la Pologne. Son siège est le village de Dygowo, qui se situe environ 11 km à l'est de Kołobrzeg et 110 km au nord-est de la capitale régionale Szczecin.
La gmina couvre une superficie de 128,57 km2 pour une population de 5 645 habitants en 2016.

## Géographie
La gmina inclut les villages de Bardy, Czernin, Dębogard, Dygowo, Gąskowo, Jażdże, Jazy, Kłopotowo, Lisia Góra, Łykowo, Miechęcino, Piotrowice, Połomino, Pustary, Pyszka, Skoczów, Stojkowo, Stramniczka, Świelubie, Włościbórz et Wrzosowo.
La gmina borde les gminy de Będzino, Gościno, Karlino, Kołobrzeg et Ustronie Morskie.